# Crête Matthes
Pour les articles homonymes, voir Matthes.
La crête Matthes (en anglais : Matthes Crest) est une crête de la Sierra Nevada, aux États-Unis. Elle culmine à 3 328 mètres d'altitude dans le comté de Mariposa, en Californie. Elle est protégée au sein de la Yosemite Wilderness, dans le parc national de Yosemite.